# Psychoterapie pomocí koní
Psychoterapie pomocí koní (dále jen PPK) patří mezi integrativní směry psychoterapie a k terapii pacientů/klientů využívá specifickou triádu terapeut-kůň-pacient/klient. Léčba je založena na působení psychologickými prostředky s využitím specifických vlastností koně jako koterapeuta v psychoterapeutickém procesu k ovlivnění duševních poruch a duševních onemocnění. Psychoterapie pomocí koní je kvalitní součástí komplexní péče o pacienty/klienty všech věkových skupin. Obor hiporehabilitace.

## Náplň PPK
Klienti (zvláště s psychózou) navážou snáze kontakt se zvířetem než s člověkem a tento kontakt je spíš neverbální než verbální. Kůň se pak stává prostředníkem mezi klientem a terapeutem. Cílem je vytváření kontaktu klient-terapeut. PPK má široký záběr a proto se dělí na vlastní terapeutickou práci s klienty s duševním onemocněním, pracovní terapie a sportovní aktivity klientů s duševním onemocněním. Jedna lekce trvá 30–20 minut, při četnosti 1-2× týdně, celkové trvání není omezeno (vše dle uvážení hlavního terapeuta).
Vlastní terapie: terapeutické působení na klienty pomocí koně a psychoterapeutických, psychologických a pedagogických prostředků.
- Kontaktní terapie: Klient se seznamuje s novým prostředím stáje, poznává koně, učí se o ně pečovat – čistit, krmit, uzdit, sedlat, vodit, plnit rozličné úkoly s koněm ze země. Je zde kladen důraz na navázání kontaktu s koněm, chápání jeho přirozených projevů a učení komunikace s ním.
- Samotná hiporehabilitace: Klient se adaptuje se na jízdu na koni, učí se zvládat rovnováhu, nejprve při nenáročné jízdě na rovných liniích, později i v náročnějším terénu. V okamžiku, kdy se klient dobře adaptuje na hřbetě koně, může terapeut zařadit i složitější cvičení na hřbetě koně např. voltižní cvičení, nebo samostatné vedení koně. Celá náplň terapeutické jednotky se řídí terapeutickým plánem, který určuje terapeut. Terapeutický plán je vždy individuálně sestaven pro terapeutické potřeby jednotlivce nebo skupiny, která je do hiporehabilitace zařazena.

Pracovní terapie: Nácvik pracovních dovedností v praxi, pomoc při ošetřování a péči o koně a veškeré aktivity související s provozem hporehabilitačního střediska.
Sportovní aktivity: na terapeutické působení v rámci PPK mohou navazovat i sportovní aktivity klientů hiporehabilitačních středisek. Tato oblast je na pomezí oblasti PPK a sportu pro osoby se zdravotním znevýhodněním. Řadíme mezi ně:
- Paravozatajství: Nácvik postrojování a zápřahu koní a jejich vedení. Dále sportovní aktivity, které jsou směřovány k účasti na paravozatajských soutěžích.
- Paradrezura: Nácvik korektního vedení koně v rámci základních drezůrních prvků. Sportovní aktivity, které jsou směřovány k účasti na paradrezůrních soutěžích.
- Paravoltiž: Nácvik základních voltižních cvičení.Sportovní aktivity jednotlivců, či družstev směřující k účasti na paravoltižních závodech.

Skladba terapeutické jednotky: Terapeutická jednotka má základní rámec členění, které užívají s různou variabilitou hiporehabilitační střediska zabývající se PPK v České republice:
- přivítání klientů
- sdělení programu
- vlastní náplň terapeutické jednotky
- zhodnocení průběhu terapeutické jednotky s klienty
- závěr terapeutické jednotky – rozloučení

## Formy PPK
- Ambulantní forma: klient pravidelně dochází do hiporehabilitačního střediska, nejčastěji jednou týdně.

- Pobytová forma: klient je hospitalizován v zařízení pro léčbu duševních onemocnění. Do hiporehabilitačního střediska dochází v rámci komplexního terapeutického plánu daného zařízení, nejčastěji jednou v týdnu.

Z hlediska délky účasti klienta v terapii:
- Krátkodobá – v rámci terapeutického pobytu v zařízení pro léčbu duševních onemocnění, indikovaná délka PPK v závislosti na komplexním terapeutickém plánu jednotlivého klienta či skupiny.

- Dlouhodobá – pokud se klient či skupina účastní ambulantní docházky do terapie, může být spolupráce s hiporehabilitačním střediskem výhledově několik let nebo u chronických klientů léčeben, kteří jsou v léčebně hospitalizováni dlouhodobě.

## Indikace a kontraindikace
Indikace pro PPK není limitována žádnou psychiatrickou diagnózou ani věkem. Psychiatrické diagnózy zahrnují: organické duševní poruchy včetně demencí, duševní poruchy vyvolané účinkem psychoaktivních látek (závislost na alkoholu, drogách, gamblerství apod.), schizofrenie a jiné psychotické poruchy, poruchy nálady, neurotické poruchy, poruchy příjmu potravy, sexuální dysfunkce, poruchy osobnosti, mentální retardace, poruchy psychického vývoje a chování a emocí u dětí.
Kontraindikací pro PPK jsou všechny psychiatrické diagnózy v akutním stadiu a nepřekonatelný strach z koně. Mezi kontraindikace patří také všechna tělesná onemocnění v akutní i subakutní fázi, a také alergie na srst koně. Relativní kontraindikací pro PPK je totální endoprotéza kyčelních kloubů, výhřez meziobratlového disku (zde musí být využito k terapii jiných aktivit s koněm než je jízda na koni).

## Realizační tým
Garantující lékař nebo klinický psycholog pro PPK
Je absolventem anebo v přípravě akreditovaného psychoterapeutického výcviku, pro tým PPK může působit jako externista, odpovídá za odbornou garanci metodiky a terapeutických přístupů v PPK, odpovídá za odbornou úroveň všech členů týmu PPK.
Hlavní terapeut
Minimálně středoškolsky vzdělaný, je absolventem kurzu PPK a nebo je v jeho přípravě (pokud je kurz otevřen), odpovídá komplexně za vedení PPK včetně výběru, přípravy a ošetřování koní, vytváří terapeutickou náplň PPK s přihlédnutím k individuálnímu terapeutickému plánu pacienta a hodnotí průběh a výsledky PPK, odpovídá za maximální možnou bezpečnost všech zúčastněných lidí i zvířat, odpovídá za péči a celkový přístup k hiporehabilitačním koním.
Instruktor pro přípravu koní pro hiporehabilitaci
Je držitelem ZZJV nebo cvičitelské licence ČJF, zajišťuje chod střediska související s chovem koní, ve spolupráci s hlavním terapeutem vybírá pro středisko vhodné hiporehabilitační koně a zároveň vyřazuje koně nevhodné, organizuje a odpovídá za přípravu hiporehabilitačních koní včetně jejich ošetřování, odpovídá za celkovou kondici hiporehabilitačních koní, může se podílet na průběhu PPK.
Terapeut
Minimálně středoškolsky vzdělaný, je absolventem kurzu PPK a nebo je v jeho přípravě, pokud je kurz otevřen, podílí se na přípravě, průběhu a hodnocení lekcí PPK, podílí se na přípravě a ošetřování hiporehabilitačních koní dle pokynů cvičitele koní.
Pomocník nebo asistent pro PPK
Minimální věk 15 let, může být student či dobrovolník, vzdělání není předepsáno, podílí se na ošetřování a přípravě hiporehabilitačních koní dle pokynů cvičitele koní, podílí se na průběhu PPK dle pokynů hlavního terapeuta nebo terapeuta.
Hiporehabilitační kůň
Kůň připravený instruktorem pro hiporehabilitaci.